# Kommunalwahlen in Äthiopien 2008
Äthiopien hielt landesweite Wahlen für lokale Niederlassungen für Kebele- und Woreda-Versammlungen am 13. und 20. April 2008 ab.
Es wurden auch Nachwahlen für die Sitze im Stadtrat von Addis Abeba und in der nationalen und regionalen Parlamente abgehalten, die wegen der Weigerung der Koalition für Einheit und Demokratie (Kinijit), gleichzeitig an der Wahl teilzunehmen, frei waren. Per Gesetz hätten die Kommunalwahlen als Teil der allgemeinen Wahlen 2005 stattfinden sollen, doch durch die daraus resultierenden Unruhen wurden sie verschoben.

## Hintergrund
Diese Wahlsieger würden die lokalen Regierungsstrukturen, die  Kebeles und Woredas, die die wichtigsten Institutionen für die Steuerung lokaler Gemeinschaften und die wichtigsten Dienstleister sind, kontrollieren. Für die bisherigen Mitglieder der Gemeinderäte war die Wiederwahl eine Frage ihres wirtschaftlichen Überlebens; Kandidaten auf Plätze im Gemeinderat erhofften sich über die Kebeles und Woredas Zugang zu staatlichen Ressourcen.
Während die internationale Gemeinschaft ein bedeutender Spieler bei den Wahlen 2005 war, spielte sie bei der Wahl im Jahr 2008 eine untergeordnete Rolle. In einem Brief vom 26. Dezember 2007 an eine Gruppe von Nationen, die Hilfe für Äthiopien bereitstellen, sprachen sich drei Parteiführer – Beyene Petros (Vereinigte Äthiopische Demokratische Kräfte), Temesken Zewdie (Koalition für Einheit und Demokratie) und Bulcha Demeksa (Föderalistische Demokratische Oromo-Bewegung) – für eine Intervention dieser Staaten in die Wahl von 2008 aus: „Was wir brauchen ist Ihre Aufmerksamkeit auf die kritische Frage der Wahlbeobachtung, weil wir fürchten, dass die Art und Weise, in der die NEBE derzeit den Prozess bis zu den Wahlen durchläuft, vorhersagbar ein Weg zu einem nicht-einvernehmlichen Wahlergebnis ist.“
Möglicher Druck der Geberländer auf die äthiopische Regierung wurde durch den Wunsch, die Millennium-Entwicklungsziele zu erfüllen neutralisiert.

## Ergebnisse
Die Regierungspartei, die Revolutionäre Demokratische Front der Äthiopischen Völker (EPRDF), gewann die Kontrolle über den Stadtrat Addis Abebas und 39 der insgesamt 40 parlamentarischen Sitze bei den Nachwahlen. In den Kommunalwahlen gewann die EPRDF rund 3,5 Millionen der 3,6 Millionen offenen Plätze. Die Nationale Wahlkommission Äthiopiens berichtete, dass die Wahlbeteiligung 93 % betrug.
Obwohl dies die erste Wahl in Äthiopien seit der turbulenten Wahl 2005 war, spielte die Opposition in der Wahl von 2008 eine eher untergeordnete Rolle. Nach der Wahl beklagten viele diese Oppositionsparteien teilweise massive Behinderungen ihrer Kandidaten zur Teilnahme an der Wahl. So kritisierte Bulcha Demeksa, seine Partei sei nur in der Lage gewesen, 2 % der ursprünglich geplanten 6000 Kandidaten aufzustellen, weil der Rest durch Anhänger der Regierung bedroht worden sei. Ebenso beklagte das Oppositionsbündnis, die Vereinigten Äthiopischen Demokratischen Kräfte, dass nur rund die Hälfte seiner 20.000 Kandidaten tatsächlich registriert werden konnte. Von den tatsächlich registrierten Kandidaten konnten nur 6000 ihre Namen tatsächlich auf den Listen in den Wahlkabinen platzieren.